# Бандитський Петербург. Фільм 5. Опер
«Банди́тський Петербу́рг. Фільм 5. О́пер» (рос. «Бандитский Петербург. Фильм 5. Опер») — російський мінісеріал 2003 року. Прем'єра відбулася 10 квітня 2003 року на телеканалі НТВ.

## У ролях
- Михайло Разумовський — опер Олександр Андрійович Звєрєв
- Олеся Судзиловська — суддя Анастасія Михайлівна Тихорецька, дружина полковника
- Сергій Лисов — полковник Павло Сергійович Тихорецький
- Борис Бірман — Саша-Солдат/Александр Мальцев
- Олександр Домогаров — Андрій Обнорський-Серьогін
- Леонід Михайлівський — опер Семен Галкін
- Юрій Овсянко — Сухоручко
- Тетяна Ткач — суддя Ксендзова
- Олександр Товстоногов — Магомед Джабраїлов
- Андрій Толубєєв — Геннадій Петрович Ващанов
- Юрій Цурило — Семенов
- Володимир Миронов — прапорщик на зоні в Нижньому Тагілі
- Лев Борисов — Віктор Павлович Говоров — кримінальний авторитет «Антибіотик» (флешбеки-сцени)
- Олександр Романцов — Микола Іванович Наумов (флешбеки-сцени)
- Армен Джигарханян — кримінальний авторитет Гурген (флешбеки-сцени)
- Євген Сидихін — Начальник 15-го відділу УГРО ОРБ підполковник Микита Микитович Кудасов (флешбеки-сцени)
- Михайло Теплицький — прапорщик на зоні
- Микола Годовиков — Вадим Вадимович Філатов, слідчий
- Сергій Мурзін — Бандит
- Ігор Шибанов — Директор магазину
- Сергій Русскін — Начальник в'язниці в Нижньому Тагілі
- Ігор Головін — Бандит на «стрілці» в підсобці магазину

### Озвучування
- Борис Смолкін — Магомед Джабраїлов (Олександр Товстоногов)
- Аркадій Волгін — прапорщик на зоні (Михайло Теплицький)
- Валерій Кухарешин — текст за кадром

## Знімальна група
- Автор сценарію: Андрій Бенкендорф, Андрій Константинов (роман)
- Постановка: Андрій Бенкендорф, Владислав Фурман
- Оператор-постановник: Валерій Мюльгаут
- Художник-постановник: Юрій Пашігорев
- Композитор: Ігор Корнелюк
- Звукорежисер: Михайло Вікторів
- Монтаж: Марія Амосова, Олександр Зарецький,
- Художник-гример: Олена Козлова
- Художник по костюму: Тетяна Дорожкіна
- Режисер: Сергій Макарічев
- Оператор: Олександр Богданчиков
- Редактор: Фріжета Гукасян
- Підбір акторів: Костянтин Віссаріонов
- Постановник трюків: Сергій Головкін
- Виконавчий продюсер: Володимир Бортко, Георгій Мауткін
- Продюсер: Володимир Досталь

## Короткий зміст
За мотивами твору Андрія Константинова та Олександра Новикова «Мент».
Чесний опер Звєрєв, волею долі і любові пов'язується з бандитами і опиняється на зоні (в «червоній» Нижньотагільської колонії для БС — колишніх співробітників органів). Там він зустрічає Обнорського-зека.

### Перша серія
1992 рік. Поїзд спеціального призначення, що належить УФСІН, перевозить групу арештантів в місця позбавлення волі. Серед них знаходиться колишній опер (оперуповноважений) Олександр Звєрєв. Він, сидячи в камері вагона, ностальгує за періодом свого життя, в якому він працював в органах.
1986 рік. Колишнього стажиста Олександра Звєрєва беруть на службу в міліцію на постійній основі. Першим його завданням стає візит в квартиру-притон якоїсь алкоголічки і наркоманки, де він зустрічає кількох алкоголіків і поганий запах.
Далі Звєрєв з колегою на ринку стає свідком злочину двох «щипачів». Зав'язується вулична погоня, підсумком якої стає розбитий ніс колеги і затриманням Звєрєвим одного з кишенькових злодіїв.
Другим завданням Саші Звєрєва стає затримання в під'їзді житлового будинку азербайджанця-наркокур'єра. Третім — розслідування справи про звіряче зґвалтування неповнолітньої дочки Саші-«Солдата», яку Звєрєв з дільничним виявили в підвалі пітерської п'ятиповерхівки. Дівчинка померла в лікарні, а батько благаннями попросив Олександра Звєрєва розслідувати справу і знайти садистів.
Однак, через деякий час садистів знаходять повішеними в підвалі одного з будинків з передсмертними записками: «Вибачте нас за все». Вважають, що так Саша — «Солдат» розправився з убивцями єдиної дочки.
Олександр Звєрєв незабаром закохується в прийшла до свого начальника Тихорєцькому його дружину Анастасію Михайлівну, яка працює мировим суддею.
Далі, Звєрєв раптово дізнається, що поняті, які оглядали ту саму квартиру, в яку йшов затриманий наркоторговець, були у від'їзді. Це загрожує Олександру звільненням і судовим розглядом …

### Друга серія
Звєрєв зустрічає Анастасію Михайлівну, що поверталася з роботи, і веде її в кафе. Посидівши в кафе до пізнього вечора, вони разом ідуть до Анастасії додому.
Анастасія запрошує Олександра провести з нею ніч, натякаючи, що чоловік у відрядженні. У них трапляється любовний зв'язок, а вранці Саша робить Насті пропозицію руки і серця. Проте Настя бідкається на фінансову неспроможність опера. Звєрєв йде.
Проте одного вечора Настя сама вдається в сльозах до Сашка додому і розповідає йому, що її чоловік, як з'ясувалося справжній бандит і рекетир. З Насті оповідання стає ясно, що його ж начальник, полковник міліції Тихорєцький Павло Сергійович «відмиває» гроші лакофарбового заводу спільно з злочинним угрупованням. Тут і вимальовується одна з фігур — Джабраїлов Магомед Алієвич. Олександр підключає до себе в підкріплення Олександра Мальцева (Саша «Солдат») і його двох близьких друзів. Спільно хлопці роздумують шляхи підходу до Джабраїлову і його охороні.
Одного разу план вдається: хлопці під'їжджають до будинку Магомеда Алієвича на автомобілях. В одному з автомобілів перебувала група спостереження. За командою хлопці влаштовують у під'їзді засідку, знешкоджують охорону і викрадають Магомеда. Останнього привозять в якийсь тунель і там вимагають від нього повернути гроші — 300 000 «зелених». Магомед погоджується віддати половину суми, в завдаток. Тепер Звєрєв з братками їдуть до Джабраїлову додому, де він видає 150 000 доларів.

### Третя серія
Отримавши від Джабраїлова половину необхідної суми, Олександр Звєрєв з Олександром Мальцевим і його товаришами йдуть, давши Магомеду попередження про неминучість виплати другої половини.
Якось раз Джабраїлов сидів в кафе зі знайомим — полковником Тихорєцький. Той, вже розкусили його в «марнортратстві общака», на підтвердження своєї обізнаності, пред'являє фотографію Мальцева і, спантеличивши Магомеда, пропонує свої злочинні плани.
Правоохоронні органи, таким толком, викривають Звєрєва і Мальцева в здирстві і готують затримання. Справа доручають вести Геннадію Ващанову. А тим часом Звєрєв з Магомедом Алієвич домовляються про зустріч, на якій Джабраїлов віддасть другу частину необхідної суми. Місцем вибирають занедбаний ГСК.
В ГСК направляються Ващанов з омонівцями. Група захоплення ховається в непримітному вантажівці. Під'їжджають Звєрєв, Мальцев і його друзі. Слідом вже приїжджає Звєрєв. Після передачі грошей в машині Джабраїлова виявляється «жучок». Мальцев зі Звєрєвим торопіють, але з'являється ОМОН. Всіх затримують, однак Звєрєву вдається втекти. За ним в погоню пускаються два омонівці, але Звєрєв згадує прийоми вільної боротьби і, застосовуючи їх проти бійців, щасливо ховається, не давши себе наздогнати іншим чотирьом бійцям.
Тепер Звєрєв розуміє, що він скоїв злочин — вчинив опір при затриманні. Він поспішно ховається від очей людей, ховаючись по тунелях і звалищ.
Якийсь час Олександр Звєрєв ховається від рук правоохоронних органів в квартирі старого злодія на прізвисько «Косар», якого Звєрєв врятував від ув'язнення. З його слів він дізнається, що було скоєно замах на вбивство судді Анастасії Тихорецької, поєднане з пограбуванням. Звєрєв пускається в лікарню. Намагаючись бути непоміченим співробітниками міліції, що ведуть спостереження на території двору лікарні, він ховається за рухається на невеликій швидкості машиною «швидкої допомоги» і непомітно потрапляє в будівлю лікарні. Він відвідує лікаря, а потім і Настю, яка лякається його, заявляючи, що на неї зазіхав саме він. Настя проганяє Олександра.
А нині Мальцев вже перебуває під слідством

### Четверта серія
Звєрєв приходить до браткам, серед яких і бандит Стас. Вони, глибоко замислившись, розмірковують про подальші шляхи. Вислухавши їх докори, опер пропонує їм план.
Намічається чергова бандитська розбирання. Від бандита «Гітлера» приходить людина і заявляє Стасу, що ті пред'являють претензії. «Стрілку» хлопці призначають в підсобних і складських приміщеннях супермаркету. Там люди Стаса і Звєрєв влаштовують засідку. Під час розбирання із засідки вибігають кілька людей і завдають «озвірілим опонентам» несильні тілесні ушкодження бейсбольними битами. Далі Звєрєв, дзвонить Сені Галкіну, і призначає зустріч. Розмова прослуховує Ващанов, і готує спецназ, який заарештовує Звєрєва.

### П'ята серія
В Нижньотагільській колонії отримують вказівку «пресувати» укладеного Звєрєва, його спочатку поселяють в ШІЗО, а потім у «приміщення камерного типу». Друзі допомагають йому уникнути подальших знущань. За два роки Звєрєв виростає до посади завгоспа і несподівано в їдальні стикається з «новоприбулим» журналістом Обнорського. Вони відзначають зустріч нового 1995 року і діляться своїми бідами. Незабаром Андрія викликають до начальства, де його чекає Семенов. Він повідомляє, що Андрія скоро випустять, тому що, та людина, яка підкинув Обнорського пістолет, заарештований. У травні 1996 року Андрій виходить на свободу, пообіцявши Звєрєву розібратися в його справі з Настею і грошима.

## Технічні дані
- Виробництво: студія «2-Б-2 Інтертеймент»
- Художній фільм ТВ, кольоровий.
- Обмеження за віком: для глядачів старше 14 років
- Прокатне посвідчення № 21102903 від 28.02.2003 р.
- Перший показ у кінотеатрі:
- Збори:
- Перший показ по центральному ТБ: 2003 р.
- Виключні права на відтворення та розповсюдження: «МостВідеоФільм»
- Видання на DVD: 1 DVD, звук Dolby Digital, PAL, 5-я зона, без субтитрів, видавець: «МостВідеоФільм» 2005 р.
- Видання на VHS: 2 VHS, звук 2.0, PAL, видавець: «Медіатека Паблішинг»
- Видання на mpeg4:??
- Видання на інших носіях:??
- Оригінал фільму зберігається в: ЗАТ «кіном»

Шаблон:Бандитський Петербург
1. ↑  Person Profile // Internet Movie Database — 1990.